# Talk Radio
Talk Radio é um filme de drama norte-americano de 1988 dirigido por Oliver Stone, baseado em peça teatral de Eric Bogosian e Tad Savinar.
O personagem principal é interpretado pelo próprio Eric Bogosian. O filme critica o poder político da América e as barbáries da sociedade, muitas vezes inumanas.

## Resumo
Barry Champlain (Eric Bogosian), é uma estrela do rádio em Dallas no Texas. Apresentador muito talentoso, possui um humor genial, com deixadas àsperas e penetrantes ao trocar opiniões com seus ouvintes.
Seu programa está cotado para atingir a todo o país em breve. Contudo, o radialista sofre forte pressão do sistema e dos debates produzidos por aqueles que o acompanham. 
Em pouco tempo o público se torna rude, inconveniente, substancioso e violento, diminuindo assim as chances de Barry concluir seu novo projeto.

## Elenco
- Eric Bogosian - Barry Champlain
- Ellen Greene - Ellen
- Leslie Hope - Laura
- John C. McGinley - Stu
- Alec Baldwin - Dan
- John Pankow - Dietz
- Michael Wincott - Kent/Michael/Joe
- Robert Trebor - Jeffrey Fisher/Francine
- Tony Frank - Dino